# Ciudad Victoria
Ciudad Victoria is de hoofdstad van de Mexicaanse staat Tamaulipas, in het noordoosten van het land. Ciudad Victoria heeft 269.923 inwoners (2005).
De nederzetting werd gesticht in 1750 in het toenmalige Nieuw-Spanje als Villa de Santa María de Aguayo. In 1825 verkreeg de plaats de status van stad en de huidige naam ter ere van Guadalupe Victoria, de eerste president van Mexico.
De stad is de zetel van het rooms-katholieke bisdom Ciudad Victoria.
Voormalig president Emilio Portes Gil was afkomstig uit Ciudad Victoria.

## Verkeer en vervoer
Bij de stad ligt de internationale luchthaven General Pedro J. Méndez (IATA-code CVM), genoemd naar de generaal Pedro José Méndez.

## Geboren
- Othón P. Blanco (1868-1959), militair
- Emilio Portes Gil (1890-1978), president van Mexico (1928-1930)
- Alan Pulido (1990), voetballer
- Carlos Peña (1990), voetballer

## Galerij

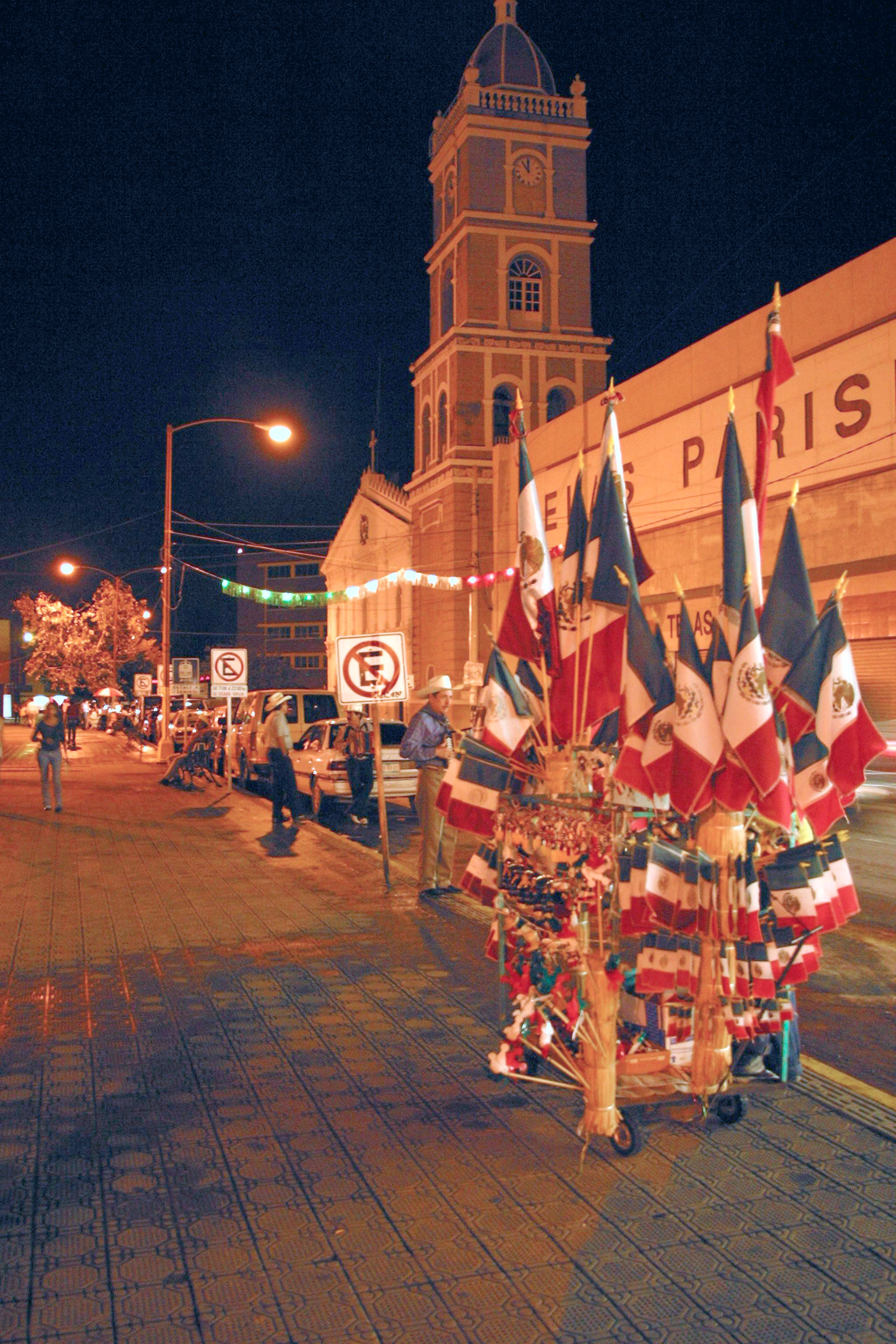
Basiliek Nuestra Señora del Refugio in Ciudad Victoria